# Maslianico
Maslianico là một đô thị ở tỉnh Como trong vùng Lombardia, có cự ly khoảng 45 kilômét (28 mi) về phía bắc của Milano và khoảng 5 kilômét (3 mi) về phía tây bắc của Como, ở biên giới với Thụy Sĩ. Tại thời điểm ngày 31 tháng 12 năm 2004, đô thị này có dân số 3.469 người và diện tích là 1,3 km².
Maslianico giáp các đô thị: Cernobbio, Como, Vacallo (Thụy Sĩ).